# Roccascalegna

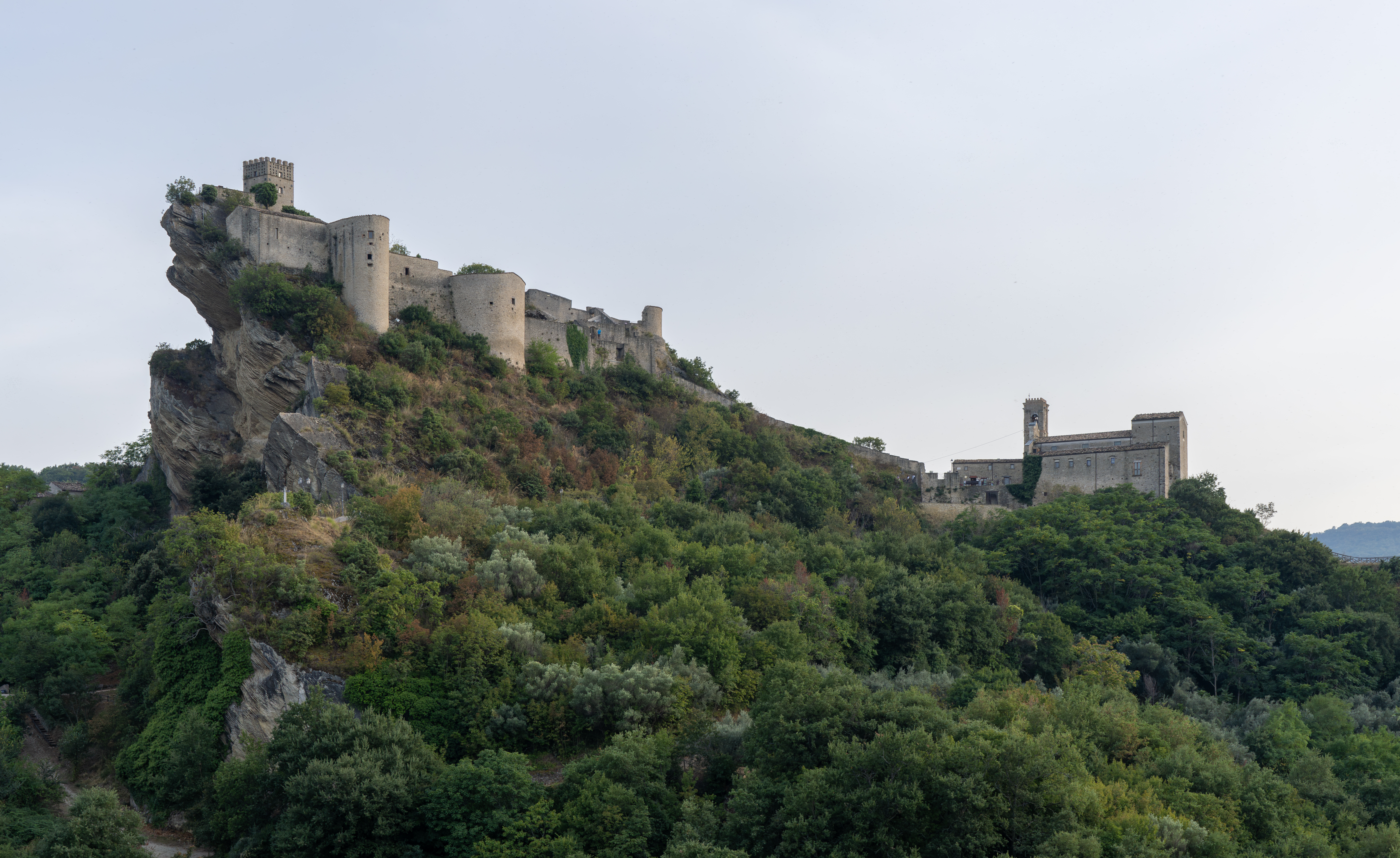
Die Burg von Roccascalegna

Roccascalegna ist eine italienische Gemeinde (comune) mit 1032 Einwohnern (Stand 31. Dezember 2023) in der Provinz Chieti in den Abruzzen. Die Gemeinde liegt etwa 50 Kilometer südsüdöstlich von Chieti am Sangro und gehört zur Comunità Montana Aventino-Medio Sangro.

## Verkehr
Durch die Gemeinde führt die Strada Statale 652 di Fondo valle Sangro von Cerro al Volturno nach Fossacesia.